# Chapelle Notre-Dame-de-la-Garde de Seiches-sur-le-Loir
La chapelle Notre-Dame-de-la-Garde est une chapelle située à Seiches-sur-le-Loir, en France. Son deuxième nom Notre-Dame-du-Sacré-Cœur.

## Localisation
La chapelle est située dans le département français de Maine-et-Loire, sur la commune de Seiches-sur-le-Loir située dans un petit bois peu après le château du Verger.

## Historique
L'édifice est inscrit au titre des monuments historiques en 1973.